# Ferdinand Zecca
Ferdinand Zecca (1864 – 23. březen 1947) byl francouzský průkopník filmu, herec, režisér, scenárista a producent, který se do filmové historie zapsal sérií snímků, kterou nazval "Dramatické aneb realistické scény". S jeho jménem je spojeno dominantní postavení francouzské filmové společnosti Pathé na počátku 20. století a přechod od řemeslné výroby k masové průmyslové produkci filmů.

## Život a dílo
Narodil se v Paříži roku 1864 jako druhorozený syn zaměstnance pařížského divadla Théâtre de l'Ambigu. Již od dětství se pohyboval v uměleckém světě a později, již jako zpěvák a herec, začal vystupovat po pařížských kavárnách. Od roku 1891 natáčí gramofonové desky pro firmu Pathé, která se od roku 1895 soustředila na výrobu filmů a která, a to i zásluhou Zeccy, získala krátce v prvních letech existence filmu vedoucí postavení nejen ve francouzské ale i světové kinematografii. Svůj první film Le Muet mélomane natočil Zecca v roce 1899. V dubnu roku 1900 najal Charles Pathé Zeccu jako manažera pro svůj pavilon na Světové výstavě v Paříži. Po skončení výstavy přijal Pathé Zeccu jako asistenta režie do svého studia ve Vincennes. Zde až do roku 1906 natáčí nebo dohlíží na natáčení několika stovek filmů.
Ve svých prvních filmech navázal námětově na své předchůdce u společnosti Pathé a často také nalézá inspiraci u svého největšího konkurenta Georgese Mélièse. Ačkoli při natáčení využívá postupů, které jsou typické pro filmy jeho francouzského konkurenta, je i ve své rané tvorbě silně ovlivněn britskou brightonskou školou a neuzavírá, na rozdíl od Mélièse, hrdiny svých filmů na pomyslné "divadelní jeviště" a vhodně využívá střídání záběrů z exteriérů se záběry natočenými v ateliéru. Jeho trikové komedie a výpravné snímky jako Nemožné koupaliště (Une Baignade impossible; 1902), Dobytí vzduchu (À la conquête de l'air; 1901) nebo Bouře v ložnici (Une tempête dans une chambre à coucher; 1901), nedosáhli takového úspěchu jako podobné snímky jeho protivníka Mélièse.
Většího úspěchu dosáhl Zecca v žánru, ve kterém se Méliès vůbec neangažoval, a ve kterém byl Zecca původnější, v žánru tzv. „realistických dramat“. Sérii těchto filmů, kterou zahájil v roce 1901, sám nazval "Dramatické aneb realistické scény". Prvním úspěchem v rámci tohoto cyklu se stal snímek Historie zločinu (Histoire d'un crime, 1901). Námět pro tento film nalezl Zecca v Grévinově muzeu voskových figurín, kde se nacházela série scén, která pomocí voskových figurín v životní velikosti, rekonstruovala drama vraha odsouzeného na smrt. Zecca oživil tyto scény na filmovém plátně a doplnil je o scénu poslední noci odsouzeného, ve které vzpomíná na spáchaný zločin a vše co mu předcházelo. Tyto události se objevují v „medailónku“ v rohu filmového plátna. Na úspěch tohoto snímku navázal Zecca plynule filmy Oběti alkoholismu (Les Victimes de l'alcoolisme; 1902), ve kterém zpracoval několik výjevů ze Zolova románu Zabiják, Život hráče (La Vie d'un joueur; 1903), Stávka (La Grève; 1904) nebo V černém kraji (Au pays noir; 1905).
Zecca, stejně jako většina tehdejších filmařů, natáčí své filmy nejen jako režisér, ale zároveň figuruje i jako herec, kameraman, scenárista nebo výtvarník v jedné osobě. Postupně však tento způsob natáčení opouští a obklopuje se početným štábem spolupracovníků. V roce 1905 je jmenován generálním ředitelem společnosti Pathé a stává se jakýmsi uměleckým vedoucím celé produkce společnosti Pathé. Od tohoto roku se věnuje především uměleckému dohledu a vedení výroby stovek filmů, které pro společnost Pathé natáčí režiséři jako např. Lucien Nonguet, Gaston Velle, Albert Capellani, Louis J. Gasnier, André Heuzé nebo Henri Pouctal. V roce 1914 byl poslán do Spojených států, kde byl jmenován na post ředitele zdejší pobočky firmy Pathé.
Do Francie se vrátil v roce 1919, aby převzal vedení Pathé Baby, společnosti vyrábějící přístroje a kamery pro úzký film, kde působil až do svého odchodu do důchodu v roce 1939. V roce 1919 natočil také svůj poslední film. V březnu roku 1947 ve věku 82 let Ferdinand Zecca umírá.

## Filmografie (výběrová)
- Alí Baba a čtyřicet loupežníků (Ali Baba et les Quarante Voleurs, 1902)
- Bouře v ložnici (Une tempête dans une chambre à coucher; 1901)
- Sedm ďáblových hradů (Les Sept châteaux du diable; 1901)
- Idyla v tunelu (Une idylle sous un tunnel; 1901)
- Historie zločinu (Histoire d'un crime; 1901)
- Quo vadis? (1901)
- Marnotratný syn (L' Enfant prodigue; 1901)
- Oběti alkoholismu (Les Victimes de l'alcoolisme; 1902)
- Vražda prezidenta MacKinleye (L' Assassinat de Mac Kinley; 1902)
- Katastrofa Martiniku (La Catastrophe de la Martinique; 1902)
- Život hráče (La Vie d'un joueur; 1903)
- Život a utrpení Ježíše Krista (La Vie et la passion de Jésus Christ; 1903)
- Stávka (La Grève; 1904)
- V černém kraji (Au pays noir; 1905)